# 法羅群島克朗
法羅群島克朗為法羅群島流通貨幣，由丹麦国家银行發行。法羅群島克朗不是一種獨立的貨幣，而是丹麥克朗的一個版本，與丹麥克朗等值，因此在ISO 4217中沒有自己的代碼。1克朗=100欧尔，但是只有50欧尔在流通。

## 流通中的貨幣

### 紙幣

法羅群島現在流通使用的紙幣。

- 50 克朗
  - 正面：羊角
  - 背面：懸崖旁邊的小鎮
- 100 克朗
  - 正面：鱈魚的尾部
  - 背面：克拉克斯维克
- 200 克朗
  - 正面：蛾
  - 背面：法罗群岛的景色
- 500 克朗
  - 正面：普通濱蟹
  - 背面：法罗群岛的景色
- 1,000 克朗
  - 正面：紫鷸
  - 背面：桑岛